# 음성 처리
음성 처리(音聲處理)는 주로 디지털화 된 음성 신호를 컴퓨터에서 처리를 하는 일련의 과정을 말한다. 음성 처리의 실용화 예로 음성 압축한 MP3와 음성 인식을 이용한 접수 안내 시스템 등이 있다.

## 같이 보기
- 음성 부호화
- 자연어 처리